# Heinz Neukrantz
Heinz Neukrantz (* 9. Februar 1917 in Berlin; † 3. März 2004) war ein deutscher FDGB- und SED-Funktionär. Er war Sekretär des Bundesvorstandes des FDGB und Abgeordneter der Volkskammer.

## Leben
Der Sohn einer Arbeiterfamilie erlernte nach dem Besuch der Volksschule und des Realgymnasiums von 1936 bis 1939 den Beruf eines Industriekaufmanns. 1939 wurde er zum Kriegsdienst in die Wehrmacht eingezogen und geriet 1945 in amerikanische Kriegsgefangenschaft.
Nach seiner Entlassung ging er nach Berlin zurück und wurde 1945 Mitglied der KPD und des FDGB, 1946 der SED. Von 1945 bis 1949 war er Mitarbeiter im Arbeitsamt bzw. Bezirksamt Berlin-Lichtenberg. 1949 wurde er Leiter der Abteilung Organisation und 1950 Zweiter Sekretär der SED-Kreisleitung Lichtenberg. 1952/53 fungierte er als Sekretär der Betriebsparteiorganisation der SED im FDGB-Bezirksvorstand. Von 1953 bis 1955 war er als Vorsitzender des Bezirksvorstandes Berlin der Gewerkschaft Verwaltungen-Banken-Versicherungen tätig. Anschließend wirkte er von 1956 bis Februar 1966 als Vorsitzender des Bezirksvorstandes Berlin des FDGB. Gleichzeitig war er Mitglied der SED-Bezirksleitung und seines Büros. Von 1958 bis 1967 war er auch Stadtverordneter in Berlin. 1960/61 studierte er an der Parteihochschule mit dem Abschluss als Diplom-Gesellschaftswissenschaftler. Im Oktober 1959 wurde er auf dem 5. FDGB-Kongress in den Bundesvorstand (BuV) gewählt. Von 1959 bis April 1982 gehörte er als Mitglied dem Präsidium des FDGB-Bundesvorstandes an und war von November 1965 bis April 1982 Sekretär für Internationale Verbindungen des FDGB-Bundesvorstandes. Er blieb aber bis 1990 Mitglied des BuV. Von 1966 bis 1974 war er Mitglied des Präsidiums des Zentralvorstandes der Gesellschaft für Deutsch-Sowjetische Freundschaft.
Von 1954 bis 1986 war er als Mitglied der FDGB-Fraktion Abgeordneter der Volkskammer.
1982 ging er in Rente und wirkte ehrenamtlich bis 1989 als Vorsitzender der Zentralen Beschwerdekommission der Verwaltung der Sozialversicherung beim FDGB-Bundesvorstand.
Neukrantz ist der Bruder der langjährigen DFD-Vorsitzenden Ilse Thiele.

## Auszeichnungen in der DDR
- 1970 Banner der Arbeit
- 1974 Orden Stern der Völkerfreundschaft in Silber
- 1977 Vaterländischer Verdienstorden in Gold
- 1982 Orden Stern der Völkerfreundschaft in Gold
- 1985 Ehrenmedaille „Für hervorragende und verdienstvolle Gewerkschaftsarbeit der DDR“
- 1987 Ehrenspange zum Vaterländischen Verdienstorden in Gold